# エミール・ソーレ
エミール・ソーレ（Émile Sauret, *1852年5月22日 ダン＝ル＝ロワ – †1920年2月12日 ロンドン）はフランスのヴァイオリニスト・作曲家・音楽教師。

## 経歴
8歳からヴァイオリンの神童ヴィルトゥオーゾとしてフランスはもちろん、イギリスやドイツ、オーストリア、イタリアで演奏活動を行い、1872年にアメリカ合衆国にデビューした。フランツ・リストとも共演している。1873年から1875年までベネズエラ人ピアニストのテレサ・カレーニョと結婚。
教育者としては、テオドール・クラックのベルリン新音楽アカデミーや、ロンドンの英国王立音楽院で教鞭を執った。1903年から1906年までシカゴやジュネーヴでも指導を行い、最終的にロンドンに定住した。

## 作曲作品
100以上のヴァイオリン曲を作曲しており、そこにはパガニーニの《ヴァイオリン協奏曲 第1番》第1楽章の有名なカデンツァも含まれている。その他に《ヴァイオリン・ソナタ イ長調》やヴァイオリン独奏と管弦楽のためのセレナードやバラード、スケルツォ、舟歌などがある。また教程本『パルナッソス山への階梯 "Gradus ad Parnassum" 』（1894年）も執筆した。